# 2-بوتاين
2-بوتاين هو مركب عضوي هيدروكربوني من الألكاينات، صيغته الكيميائية C4H6، والتي يمكن كتابتها على الشكل CH3C≡CCH3، ويوجد على شكل سائل عديم اللون في الشروط القياسية.

## التحضير
يمكن أن يحضر 2-بوتاين من تفاعل البروباين مع يودو الميثان. يمكن للمركب أن يحضر أيضاً انطلاقاً من 1-بوتاين عن طريق تفاعل إعادة ترتيب في وسط من هيدروكسيد البوتاسيوم في الإيثانول.

## الخواص
يوجد المركب في الشروط القياسية على شكل سائل عديم اللون، يتميز بالتطايرية والرائحة الواخزة وقابليته للاشتعال.
يتميز المركب بأنه متناظر بنيوياً، حيث تقع الرابطة الثلاثية في منتصف السلسلة الكربونية، وذلك على غرار ألكاينات أخرى مثل 3-هكساين و4-أوكتاين و5-ديكاين.

## الاستخدامات
يمكن أن يستخدم 2-بوتاين مع البروباين في اصطناع الهيدروكينونات المؤلكلة، وذلك في إطار الاصطناع الكامل لفيتامين إي (E).